# 平靜的行板與華麗的大波蘭舞曲22號 (音樂)
《平靜的行板與華麗的大波蘭舞曲作品22號》（Andante spianato et grande polonaise brillante, Op. 22）樂曲，是肖邦於1830年至1834年間所創作。
1830年至1831年間肖邦為鋼琴協奏曲創作了《降E大調大波蘭舞曲》（Grande polonaise brillante in E-flat）。
1834年，肖邦又寫了一首《G大調平靜的行板》（Andante spianato in G）的鋼琴獨奏曲，1836年肖邦將這兩個樂曲合并在一起，合并後的標題爲《平靜的行板與華麗的大波蘭舞曲作品22號》。樂曲分爲兩個樂章，他將《降E大調大波蘭舞曲》編排在後半樂章，以類似奏鳴曲的方式將兩節樂章連接起來。這個合并版本後來大都是以鋼琴獨奏形式演奏。
2002年電影導演波蘭斯基所執導的電影《戰地鋼琴家》中多次出現了這首樂曲。

## 鋼琴協奏曲的樂器構成
鋼琴協奏曲由鋼琴、長笛、雙簧管、單簧管、低音管、圓號、短號、長號、定音鼓、弦樂等樂器組成。

## 樂譜
第一部分：G大調平靜的行板（Andante spianato in G）（演奏時間約4分鐘）
Andante spianato
前奏曲是以G大調開頭，八分之六拍，共有96小節。spianato（義大利語；流暢的意思），顧名思義，是由左手彈奏流暢的分散和弦伴奏，右手旋律線流暢，並加上裝飾音的色彩。 其間會插入三拍的類似馬祖卡舞曲的樂段。
第二部分：降E大調大波蘭舞曲（Grande polonaise brillante in E-flat）（演奏時間約9分鐘）
Polonaise
引子以短號演奏的G大調開場小號開始，之後，降E大調的主要部分在一個變調後出現。這段引子是樂曲中唯一由管弦樂團獨奏的部分。鋼琴獨奏部分明亮而華麗，需要很高的技巧，尤其是右手的裝飾音。另一方面，管弦樂部分僅作為鋼琴獨奏的伴奏出現，加入三連音是蕭邦波蘭舞曲作品的特色，在這首作品中也運用得淋漓盡致。
全曲演奏時間約13分鐘。

## 不同版本的差異
不同版本之間的差異可以從大波蘭舞曲部分第84小節第二拍的右手音符看出，“伊格纳齐·扬·帕德雷夫斯基版本”使用的是“b²-d³-b³”和弦，而“楊·埃奇爾版本”則使用的是“g³-b³-g⁴”和弦。肖邦時代的鋼琴只有從 C₁到 f⁴的78個鍵，不可能彈出g³-b³-g⁴的和弦 (g⁴ 音不在音域內)，肖邦親筆樂譜應該是前一版本。但在第81-82小節內，埃奇爾版本做了小小改動，有一個與第83-84小節相似的音節。有人認為這個小小改動是為了更好反映作者的創作意圖。

## 外部鏈接
- 鋼琴協奏曲《降E大調大波蘭舞曲》 （页面存档备份，存于）（樂隊：BBC交響樂團、鋼琴演奏：朗朗、樂隊指揮：愛德華·加德納（英语：Edward Gardner (conductor)）、2011年於皇家阿爾伯特音樂廳）
- 鋼琴獨奏曲合并版本 （页面存档备份，存于）（演奏者：阿圖羅·貝内德蒂·米凯蘭傑利、1962年於都靈）
- 鋼琴獨奏曲合并版本（演奏者：尤利安娜·阿夫杰耶娃、2020年10月7日於華沙國家愛樂音樂廳）
- Warsaw: piano capital of the world– the 18th Chopin Piano Competition
- 電影《戰地鋼琴家》片段 （页面存档备份，存于）